# NORSAR

Logo

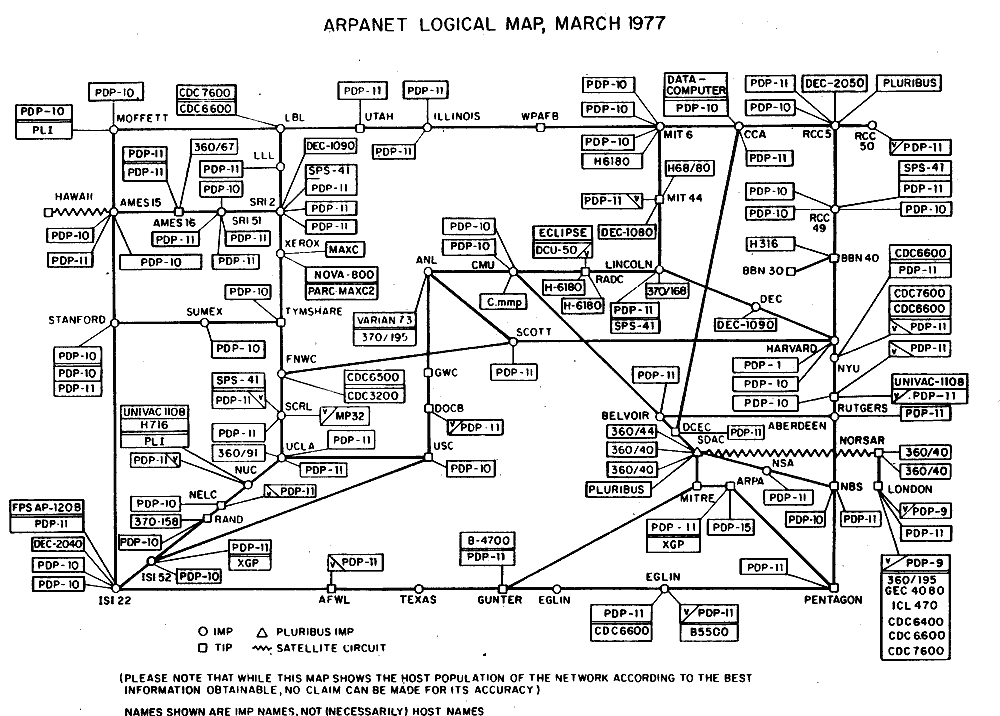
Logische ARPANET-Karte, 1977. NORSAR befindet sich in der rechten unteren Ecke

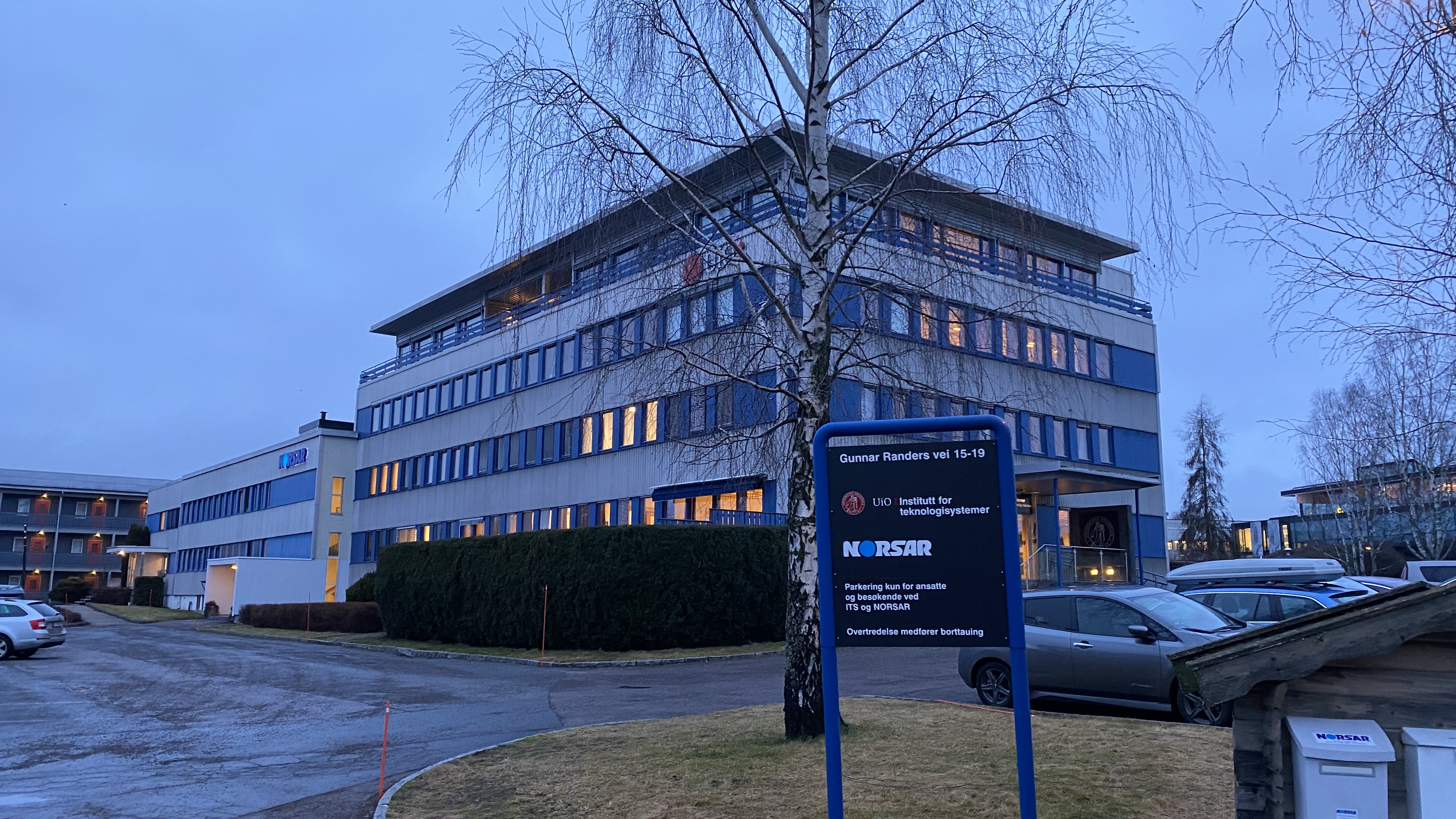
NORSAR, Kjeller

NORSAR, auch Norwegian Seismic Array wurde 1968 als Teil des Norwegisch-US-Amerikanischen Abkommens zur Erkennung von Erdbeben und Kernwaffenexplosionen eingerichtet. NORSAR war ab 1973 der erste Knoten des ARPANET außerhalb der USA. Damit diente es auch als Verbindungsstelle für den ARPANET-Anschluss Englands und später Gesamteuropas. Seit 1999 ist NORSAR eine unabhängige Forschungsstiftung.
Ansässig in Kjeller, nördlich von Oslo, betreibt NORSAR Seismographen in Norwegen und ist dazu vorgesehen, für Norwegen im Kernwaffenteststopp-Vertrag Kontrollaufgaben zu übernehmen. NORSAR führt seismologisch Forschung durch, entwickelt Software und berät Mineralölunternehmen.